# Казахский государственный академический театр для детей и юношества имени Г. Мусрепова
Казахский государственный академический театр для детей и юношества им. Г. Мусрепова — театр юного зрителя Алма-Аты, дающий спектакли на казахском языке.

## История
Главным инициатором и первым руководителем театра стала знаменитый театральный деятель Наталия Ильинична Сац, которая находилась в Алма-Ате в ссылке. 6 сентября 1944 года выходит постановление Совнаркома ЦК КП(б) Казахстана «Об организации в городе Алма-Ате театра юных зрителей». Праздничным утром 7 ноября 1945 года театр представил алма-атинцам свои первые спектакли: утром шла «Красная Шапочка» Е. Шварца в постановке Н. И. Сац, а вечером «Осада Лейдена» Исидора Штока в постановке известного драматурга и режиссёра Виктора Розова.Также была создана театральная студия, в которой Наталья Ильинична Сац готовила театральные кадры.
Постановки шли на русском языке; в 1946 году была основана казахская труппа. Первым спектаклем на казахском языке стал «Алтын кілт» («Золотой ключик» А. Н. Толстого). Всего в период с 1946 по 1985 год было поставлено несколько десятков спектаклей на казахском языке: «Золотой биток» М. Б. Акынжанова и К. Бадырова (1948, реж. Н. В. Молчанов), «Алдар Косе» Ш. Кусаинова (1954, реж. А. Токпанов), «Красавица Аягоз» Капана Сатыбалдина (1954, реж. М. Косыбаев), «Кожанасыр» Л. В. Соловьева (1949, реж. И. С. Барон), «Жизнь молодых» М. Иманжанова (1949 г., реж. Н. В. Молчанов), «Весенний ветер» Ш. Кусаинова (1954, реж. А. Токпанов), «Алия Молдагулова» А. И. Байжанова (1954, реж. Т. Дуйсебаева) и другие. Основной репертуар ТЮЗа составляли произведения русской и зарубежной драматургии.
В 1985 году указом Министерства культуры Казахской ССР № 50 от 24 февраля Театр для детей и юношества Казахстана разделили на два самостоятельных коллектива: казахский, который получил имя знаменитого казахского писателя и драматурга Габита Мусрепова и русский, которому было присвоено имя Наталии Сац. Некоторое время оба коллектива находились в одном и том же здании, чередуя репетиции и выступления. Потом русский ТЮЗ получил отдельное здание. В 1996 году Театру юного зрителя им. Г. Мусрепова было присвоено почётное звание академического.
На 2021 год в театре насчитывается около 200 сотрудников, и из них более 60 — артисты. Работает 7 цехов и 6 отделов.

## Награды и признание
- Спектакль «Мятеж» по одноимённому роману Д. Фурманова, поставленный в ТЮЗе, был награждён дипломом I степени на Всесоюзном фестивале театров юного зрителя в Москве в 1958 году. В этом спектакле, поставленном на русском языке, участвовали и русская труппа, и казахская. Главные роли сыграли В. Битенский, К. Жакибаев, Б. Калтаев, К. Кожабеков, Г. Литвак, М. Любимцев, Я. Муратов, Е. Прасулов, К. Умурзаков, ставшие лауреатами фестиваля. Спектакль «Ыбырай Алтынсарин», поставленный казахской труппой (режиссёр А. Токпанов), был награждён дипломом II степени. Актёры Б. Калтаев, С. Саттарова, А. Умурзакова стали обладателями дипломов «Лауреат фестиваля».
- В 1967 году Ж. Кусаинов (драма «Первые искры» о Гани Муратбаеве) стал обладателем премии Ленинского комсомола Казахстана.
- Спектакль, поставленный по произведению «Алуа» М. Ауэзова в 1984 году принёс театру славу. Актёры Т. Казакбаева, М. Куланбаев, М. Бакты-гереева, режиссёр-постановщик Р. Сейтметов были отмечены Государственной премией Казахстана.
- Спектакль «Мальчик в тылу врага» по пьесе К. Кайсенова и О. Бокеева, посвященный 40-летию победы в Великой Отечественной войне, был удостоен диплома III степени на Всесоюзном конкурсе (реж. Н. Жакыпбай).
- На театральном фестивале в Жезказгане, проведённом в 1995 году связи со 150-летним юбилеем со дня рождения Абая, спектакль «Желсіз түнде жарық ай», поставленный по произведениям Чингиза Айтматова режиссёром Н. Жакыпбаем, завоевал приз за удачное режиссёрское решение.
- В 1997 году на театральном фестивале трагикомедия «Эпидемия» А. Тарази получила высшую награду (реж. Е. Обаев). Народный артист Казахстана Д. Жолжаксынов получил Государственную премию за исполнение главной роли в этом спектакле.
- Спектакль «Жан азабы» по произведениям Ч. Айтматова (реж. Н. Жакыпбай) на Международном театральном фестивале в 1998 году был объявлен одним из лучших. На фестивале, посвящённом 2000-летию Тараза, Н. Жакыпбай был назван самым лучшим режиссёром, Г. Калыбаева — самой лучшей актрисой.
- В 2000 году на Международный фестиваль «Наурыз-2000» в Бишкеке театр привёз спектакль «Жан азабы» и завоевал первое место.

| №  | ФИО, коллектив | Награда | фестиваль, конкурс, номинация                                                         | Дата              |
| 1  | Артисты театра Б.Калтаев, С.Саттарова, А.Умурзакова и режиссер А.Токпанов | Диплом II степени со спектаклем «Ыбырай Алтынсарин» | Всесоюзный театральный фестиваль для молодежи                                         | 1958 год          |
| 2  | Казахский Государственный Академический театр для детей и юношества имени Габита Мусрепова | Диплом III степени со спектаклем «Жау тылындағы бала» | Всесоюзный театральный конкурс                                                        | 1985 год          |
| 3  | Режиссер театра Н.Жакыпбай | «Лучшее режиссерское решение» со спектаклем «Желсіз түнде жарық ай» | Республиканский фестиваль                                                             | 1995 год          |
| 4  | Казахский Государственный Академический театр для детей и юношества имени Габита Мусрепова | «лучший спектакль» «Жан азабы» | Международный театральный фестиваль                                                   | 1998 год          |
| 5  | Казахский Государственный Академический театр для детей и юношества имени Габита Мусрепова | ГРАН-ПРИ со спектаклем «Індет» | Республиканский театральный фестиваль                                                 | 1998 год          |
| 6  | Казахский Государственный Академический театр для детей и юношества имени Габита Мусрепова | Диплом ЗА УЧАСТИЕ со спектаклем «Қорқыттың көрі» | Театральный фестиваль Тюркских стран                                                  | 2002 год          |
| 7  | Казахский Государственный Академический театр для детей и юношества имени Габита Мусрепова | Номинация «Современная тематика» со спектаклем «Алма бағы» | Республиканский фестиваль                                                             | 2006 год          |
| 8  | Артист театра Т.Куралиев | Специальная награда «Дань традиции» со спектаклем «Алма бағы» | ІV Международный театральный фестиваль тюркоязычных стран «Туғанлык»                  | 2006 год          |
| 9  | Артист театра К.Шаяхметова | Награда «Лучшая женская роль» со спектаклем «Көгілдір такси» | Международный театральный фестиваль                                                   | 2007 год Март     |
| 10 | Казахский Государственный Академический театр для детей и юношества имени Габита Мусрепова | Награда за лучшую инсценировку зарубежной классики со спектаклем «Жұмақтағы жасын» | ІІ Международный театральный фестиваль стран Центральной Азии                         | 2008 год сентябрь |
| 11 | Казахский Государственный Академический театр для детей и юношества имени Габита Мусрепова | Лауреат ЗА УЧАСТИЕ со спектаклем «Мулен Ружға шақыру» | «Ұлы Жібек жолы» театральный фестиваль                                                | 2009 год ноябрь   |
| 12 | Артист театра А.Жантилеуова | Награда «За лучший женский образ» в спектакле «Қызыл орамалды шынарым» | ІІІ Международный театральный фестиваль стран Центральной Азии                        | 2010 год Май      |
| 13 | Казахский Государственный Академический театр для детей и юношества имени Габита Мусрепова | Лауреат ЗА УЧАСТИЕ со спектаклем «Қызыл орамалды шынарым» | «Ұлы Жібек жолы» Международный театральный фестивалт Тюркоязычных стран               | 2011 год март     |
| 14 | Артист театра Ж.Макашева | Лауреат ЗА УЧАСТИЕ и награда «За лучший женский образ» в спектакле «Карменсита» | ІV Международный театральный фестиваль стран центральной Азии                         | 2012 год октябрь  |
| 15 | Казахский Государственный Академический театр для детей и юношества имени Габита Мусрепова | Лауреат ЗА УЧАСТИЕ со спектаклем «Ай-Қарагөз...» | «Арт-Ордо» Международный театральный фестиваль                                        | 2013 год ноябрь   |
| 16 | Казахский Государственный Академический театр для детей и юношества имени Габита Мусрепова | Лауреат ЗА УЧАСТИЕ со спектаклем «Естайдың Қорланы» | Международный театральный фестиваль                                                   | 2014 год Сентябрь |
| 17 | Казахский Государственный Академический театр для детей и юношества имени Габита Мусрепова | Лауреат ЗА УЧАСТИЕ со спектаклем «Қара шекпен» | Международный театральный фестиваль Тысяча голосов – Одно дыхание                     | 2016 год апрель   |
| 18 | Казахский Государственный Академический театр для детей и юношества имени Габита Мусрепова | Награда «Лучший спектакль» со спектаклем «Ол» | «Дидар» ІІ Международный фестиваль-лаборатория театрального искусства                 | 2016 год Май      |
| 19 | Артист театра Д.Базаркулов | Награда «За лучший мужской образ» спектакль «Ол» | ІІ Республиканский фестиваль экспериментальных спектаклей «Балауса»                   | 2017 год апрель   |
| 20 | Артист театра Ж.Лебаева | Награда «Лучший женский образ» сп спектаклем «Естайдың Қорланы» | «Мәңгілік елдің Алтын адамы» Республиканский театральный фестиваль                    | 2017 год Май      |
| 21 | Казахский Государственный Академический театр для детей и юношества имени Габита Мусрепова | Награда «Режиссерский дебют» со спектаклем «Шыңырау» | ХХV Республиканский театральный фестиваль драмы                                       | 2017 жыл Сентябрь |
| 22 | Артисты театра Жулдызбек Жуманбай, Ерлан Карибаев, Жанар Макашева, Лидия Каден, Едиль Рамазанов, – Максат Сабитов, Акбота Рахат, Кадыргазы Куандыков, Динара Абикеева, Чингиз Жанабай | Номинации «ЛУЧШИЙ РЕДИССЕР», «ЛУЧШИЙ ГЛАВНЫЙ ПЕРСОНАЖ», «ЛУЧШИЙ ОБРАЗ», «АКТРИСА ГОДА», «ЛУЧШИЙ ЭПИЗОД», «ҮМІТ», «НАДЕЖДА ТЕАТРА» к спектаклям «Жусан иісі», «Базарың тарқамасын», «Шыңырау» «Жаңа жылдық бәйшешек» | «АЛТЫН САҚА» фестиваль новых спектаклей                                               | 2018 год Март     |
| 23 | Казахский Государственный Академический театр для детей и юношества имени Габита Мусрепова | Награда «ЛУЧШИЙ СПЕКТАКЛЬ» за спектакль «Шыңырау» | Международный театральный фестиваль экспериментальных спектаклей «BALAUSA»            | 2018 год Апрель   |
| 24 | Казахский Государственный Академический театр для детей и юношества имени Габита Мусрепова | Лауреат ЗА УЧАСТИЕ со спектаклем «Қара шекпен» | II Международный театральный фестиваль Астана                                         | 2018 год Июнь     |
| 25 | Казахский Государственный Академический театр для детей и юношества имени Габита Мусрепова | Лауреат ЗА УЧАСТИЕ со спектаклем «Шыңырау» | Международный театральный фестиваль стран Каспийского побережья                       | 2018 год сентябрь |
| 26 | Казахский Государственный Академический театр для детей и юношества имени Габита Мусрепова | Награда «ЛУЧШИЙ СПЕКТАКЛЬ» за спектакль «Адам-Зат» | Республиканский театральный фестиваль                                                 | 2019 год сентябрь |
| 27 | Артисты театра Сагизбай Карабалин, Максат Рахмет | Номинации «ҮМІТ» и «ЛУЧШАЯ МУЖСКАЯ РОЛЬ ВТОРОГО ПЛАНА» со спектаклем «Ұмытыңдар оны» | Ш Международный театральный фестиваль имени Ж.Хаджиева                                | 2019 год Октябрь  |
| 28 | Артист театра Жанар Макашева | Награды «СПЕКТАКЛЬ ГОДА», «АКТРИСА ГОДА» со спектаклем «Шағала», «РЕЖИССЕР ГОДА» , «АКТРИСА ГОДА» со спектаклем «Құлагер» | «Награда критиков 2020»                                                               | 2020 год Январь   |
| 29 | Казахский Государственный Академический театр для детей и юношества имени Габита Мусрепова | Награда «ПРЕМЬЕРА ГОДА» со спектаклем «Құлагер» | «Тикетон 2021»                                                                        | 2021 год Май      |
| 30 | Казахский Государственный Академический театр для детей и юношества имени Габита Мусрепова | ГРАН-ПРИ со спектаклем «Құлагер» | Республиканский театральный фестиваль «Сын – Шын болсын...» имени А.Сыгая             | 2022 год Октябрь  |
| 31 | Казахский Государственный Академический театр для детей и юношества имени Габита Мусрепова | Лауреат ЗА УЧАСТИЕ со спектаклем «Құлагер» | IV Международный театральный форум для молодежи стран содружеств СНГ, Балкан и Грузии | 2021 год Декабрь  |
| 32 | Казахский Государственный Академический театр для детей и юношества имени Габита Мусрепова | Награда «ДЕТСКИЙ СПЕКТАКЛЬ ГОДА» со спектаклем «Көліктер тартысы» | «Награда критиков»                                                                    | 2022 год Февраль  |
| 33 | Артисты театра Рахмет Максат и Динара Нурболат | Спектакль «Оян, қалыңдық» награды «Любимый актер», «Любимая актриса» | Неделя спектаклей о любви                                                             | 2022 год Апрель   |
| 34 | Казахский Государственный Академический театр для детей и юношества имени Габита Мусрепова | ГРАН-ПРИ со спектаклем «Король Лир» | Международный театральный фестиваль «ABISH ALEMI»                                     | 2022 год Сентябрь |
| 35 | Казахский Государственный Академический театр для детей и юношества имени Габита Мусрепова | Лауреат ЗА УЧАСТИЕ со спектаклем «Ойнайық та, ойлайық» | Международный театральный фестиваль «АНКАРА»                                          | 2022 год Октябрь  |
| 36 | Казахский Государственный Академический театр для детей и юношества имени Габита Мусрепова | Лауреат ЗА УЧАСТИЕ со спектаклем «Қаhaр» | Международный театральный фестиваль «АНКАРА»                                          | 2022 год Октябрь  |
| 37 | Артисты театра Дархан Сулейменов, Жанар Макашева | Награды «ШОЛПАН ЖҰЛДЫЗ» и «ЛУЧШИЙ АКТЕРСКИЙ ДУЭТ» со спектаклем «Оян, қалыңдық» | Фестиваль театров драмы Казахстана                                                    | 2022 год Октябрь  |
| 38 | Артист театра Гульбахрам Байбосынова | ГРАН-ПРИ и награда «ЗА ЛУЧШИЙ ЖЕНСКИЙ ОБРАЗ» со спектаклем «Шағала» | Международный фестиваль театров центральной Азии                                      | 2022 год Ноябрь   |
| 39 | Казахский Государственный Академический театр для детей и юношества имени Габита Мусрепова | Лауреат ЗА УЧАСТИЕ со спектаклем «Қарагөз» | XXVI Международный театральный фестиваль для детей и юношества БУРСА                  | 2022 год Ноябрь   |
| 40 | Директор театра Есеналиев Талгат, артист театра Сагизбай Карабалин | Награды «АКТЕР ГОДА», «ТЕАТРАЛЬНЫЙ МЕНЕДЖЕР ГОДА» со спектаклем «Король Лир» | «Награда критиков 2022»                                                               | 2022 год Декабрь  |
| 41 | Артист театра Дархан Сулейменов | Награды «АКТЕР ГОДА», «СПЕКТАКЛЬ ГОДА» со спектаклем «Махаббат, қызық мол жылдар» | «ТИКЕТОН 2023»                                                                        | 2023 год Март     |
| 42 | Сагизбай Карабалин, Гульжамал Казакбаева, Кадыргазы Куандыков, Тынышкуль Султанбердиева, Шолпан Сиргебаева, Сакен Ракишев, Жанар Макашева, Сафуан Рысбайулы, – Елдар Отарбаев, Гүлбаһрам Байбосынова, Асет Имангалиев , Максат Сабитов, – Толкын Нурбекова, Акбота Рахат, Жаксылык Турлыгазы, Мольдир Коныскызы, Дархан Сулейменов, Акмарал Дайрабаева | «ЗА ВКЛАД В ТЕАТРАЛЬНОЕ ИСКУССТВО», «АКТРИСА ГОДА», «АКТЕР ГОДА», «ЛУЧШИЙ МУЖСКОЙ ОБРАЗ», «ЛУЧШИЙ ЖЕНСКИЙ ОБРАЗ», «ЛУЧШИЙ МУЖСКОЙ ОБРАЗ ВТОРОГО ПЛАНА», «ЛУЧШИЙ ЖЕНСКИЙ ОБРАЗ ВТОРОГО ПЛАНА», «ЛУЧШИЙ ДЕБЮТ», «ЛУЧШИЙ ЭПИЗОД», «ЛЮБИМЕЦ ЗРИТЕЛЕЙ», «СПЕЦИАЛЬНЫЙ ПРИЗ ЖЮРИ» по спектаклям «Король Лир» «Қаһар» «Дилфизо мен Донада» «Оян, қалыңдық» «Ақ кеме» «Болмаған балалық шақ» | Внутритеатральный фестиваль ALTYN SAQA – 2023                                         | 2023 год Март     |
| 43 | Артист театра Гульбахрам Байбосынова | Награды по спектаклю «Қаһар»: «ЛЮБИМЫЙ СПЕКТАКЛЬ» и «ЛЮБИМАЯ АКТРИСА» | «TOTAL FEST. Действующее лицо»                                                        | 2023 год апрель   |
| 44 | Режиссёр театра Дина Жумабаева | Награда «ЛУЧШАЯ РЕЖИССЕРСКАЯ РАБОТА» по спектаклю «Оян,қалыңдық» | VI Международный театральный фестиваль экспериментальных спектаклей «BALAUSA»         | 2023 год Апрель   |
| 45 | Казахский Государственный Академический театр для детей и юношества имени Габита Мусрепова | Лауреат ЗА УЧАСТИЕ со спектаклем «Қарагөз» | ХІІІ Международный театральный фестиваль Анталия                                      | 2023 год Май      |
| 46 | Казахский Государственный Академический театр для детей и юношества имени Габита Мусрепова | Лауреат ЗА УЧАСТИЕ со спектаклем «Қарагөз» | I Международный театральный фестиваль «ЕУРАЗИЯ»                                       | 2023 год Май      |
| 47 | Казахский Государственный Академический театр для детей и юношества имени Габита Мусрепова | Лауреат ЗА УЧАСТИЕ со спектаклем «Құлагер» | Международный театральный фестиваль имени А. Чехова                                   | 2023 год Май      |
| 48 | Артист театра, режиссер Шагуан Умбеткалиев | Награда «ЛУЧШИЙ РЕЖИССЕР» по спектаклю «Қар қызы» | І Республиканский фестиваль режиссеров и сценографов имени Ч.Зулхаша                  | 2023 год июнь     |
| 49 | Режиссер театра Дина Жумабаева | Награда «ЛУЧШАЯ РЕЖИССЕРСКАЯ РАБОТА» и ГРАН-ПРИ по спектаклю «Қаһар» | XIX Международный театральный фестиваль моноспектаклей «АЛЬБАМОНО 2023»               | 2023 год Июнь     |

## Здание театра
На месте современного театра во времена города Верного находился Покровский собор, который был снесён в 1934 году.
Здание было построено с 1957 по 1962 годы на главной площади советской Алма-Аты имени Коминтерна, напротив сквера А.Иманову, для казахского театра драмы. Авторами проекта сооружения стали архитекторы А. А. Леппик, Н. И. Рипинский и В. З. Кацев. В здании был устроен зал вместимостью в 475 зрительских мест.
В 1968 году была проведена реконструкция по проекту Б. Н. Тютина.
В 1980 году, после строительства здания на улице Абая драматический театр переезжает туда, а в этом здании расположился театр юного зрителя.
В 1985 году ТЮЗ был разделён на русский и казахский театр и в здании осталась казахская труппа.

### Архитектура
Здание театра было построено в переходных от классицизма к функционализму традициях. Оно представляет собой трёхэтажный объём на стилобате и ориентировано главным фасадом на запад. Главный вход акцентирован глубокой лоджией в виде стилизованного портика. Фронтон орнаментирован рельефным панно на тему казахского музыкального фольклора. Плоскости стен боковых пилонов и лоджии по высоте расчленены витражными окнами. В основе композиционной схемы обработки боковых фасадов — горизонтальный ритм квадратных оконных проемов в центральной части фасада и асимметричное расположение узких окон на флангах.

### Статус памятника
10 ноября 2010 года был утверждён новый Государственный список памятников истории и культуры местного значения города Алматы, одновременно с которым все предыдущие решения по этому поводу были признаны утратившими силу. В этом Постановлении был сохранён статус памятника местного значения здания театра. Границы охранных зон были утверждены в 2014 году.

### Памятник Габиту Мусрепову

Памятник Габиту Мусрепову перед зданием ТЮЗа

В 2002 году в рамках празднования 100-летия со дня рождения перед зданием казахского театра юного зрителя был открыт памятник Габиту Мусрепову. Архитектором монумента стал В. Кацев, памятник был выполнен скульптором К. Сатыбалдиным. Мемориал представляет собой бронзовый бюст, уставленный на четырёхгранный постамент из розового гранита, покоится на невысоком трехступенчатом стилобате с наклонными гранями. Постамент в нижней свой части имеет срезанные ребра, а верхняя часть отделена прорезным пояском, под которым выбита надпись на казахском языке. Памятник вошёл в Государственный список памятников истории и культуры местного значения Алма-Аты, как памятник монументального искусства.